# Дієго де Альмагро
Дієго де Альмагро (ісп. Diego de Almagro, ісп. вимова: [ˈdjeɣo ðe alˈmaɣɾo]; близько 1475, Боланьо-де-Калатрава, Альмагро, Іспанія — 8 липня 1538, Куско, Перу) — іспанський конкістадор, один з завойовників Перу, компаньйон і пізніше суперник Франсиско Пісарро.

## Біографія
Дієго був позашлюбною дитиною, тому за іспанською традицією отримав прізвище за назвою міста, де народився (із часткою de — «з»), і виховувався в чужій сім'ї. Альмагро прибув у Новий Світ 30 червня 1514 року в складі експедиції, яку очолював Педро Аріас де  Авіла. 1524 року Альмагро, Франсиско Пісарро і Ернандо де Луці організували експедицію в Перу, в якій Альмагро втратив око. Після цього Альмагро кілька разів повертався до Панами за підкріпленнями й запасами. Зрештою після кількох експедицій загін Пісарро та Альмагро 1531 року досяг володінь інків. Незабаром імперія інків була захоплена конкістадорами.
1534 року король Іспанії розділив завойовані території на два губернаторства — Нову Кастилію (на території нинішнього Перу, між 1-ю і 14-ю паралелями), губернатором якої став Пісарро, і Новий Толедо (південь Перу і північ Чилі, між 14-ю і 25-й паралелями), відданий Альмагро. Велику частину території, що дісталися в управління Альмагро, ще належало дослідити й завоювати, і 3 липня 1535 року він вирушив з Куско на південь. Проте, там він не знайшов золота, яке прагнув знайти, і при цьому натрапив на наполегливий опір індіанців, що змусило Альмагро, дійшовши до 30 градуса південної широти, повернути назад у вересні 1536 року.
Коли 1537 року Альмагро повернувся, в Перу йшло антиіспанське повстання, яке очолив один з останніх імператорів інків Манко Юпанкі. Скориставшись важкою для Пісарро ситуацією, Альмагро захопив Куско і завдав поразки армії, яку очолювали брати Пісарро, Ернандо і Гонсало. Брати Пісарро були захоплені в полон, а Альмагро 8 квітня 1537 року проголосив себе новим губернатором Перу. 12 липня він розгромив армію Алонсо де Альварадо, яка прибула, щоб звільнити братів Пісарро з полону. Гонсало Пісарро і Алонсо де Альварадо вдалося втекти з полону Альмагро. Пісарро почав переговори з Альмагро, прагнучи відтягнути час; урешті-решт йому вдалося умовити Альмагро відпустити Ернандо і відправити до Іспанії по декілька офіцерів з обох боків для остаточного залагоджування конфлікту. Але після звільнення свого брата Пісарро порушив перемир'я і продовжив війну з Альмагро, становище якого стало ще скрутнішим через хворобу, яка почалася у нього. 26 квітня 1538 роки неподалік від Куско відбулася вирішальна битва, в якій переміг Пісарро. Альмагро потрапив у полон, був засуджений до смерті й 8 липня обезголовлений.